# Fedčenkov ledenik
Fedčenkov ledenik (rusko Ледник Федченко) ali ledenik Vanč-Jah (tadžiško Пиряхи Ванҷях) je velik ledenik v pogorju Jazgulem, v gorovju Pamir, v severno-osrednji regiji Gorno-Badahšan, Tadžikistan. Ledenik je dolg in ozek, trenutno se razteza na 77 kilometrov in pokriva več kot 700 kvadratnih kilometrov. Je najdaljši ledenik na svetu izven polarnih regij. Največja debelina ledenika je 1000 metrov, prostornina ledenika in njegovih desetin pritokov pa je ocenjena na 144 kubičnih kilometrov – približno tretjina prostornine jezera Erie.

## Pot in lokacija
Ledenik sledi na splošno severni poti vzhodno od 6595 metrov visokega vrha Garmo (tadžiško Қуллаи Гармо, latinizirano: Qullai Garmo). Ledenik se začne na nadmorski višini 6200 metrov in se sčasoma stopi in izlije v reko Balandkiik blizu meje s Kirgizistanom na nadmorski višini 2909 metrov. Njegove vode se sčasoma izlivajo v reke Muksu, Surkhob, Vakhš in Amu Darja ter končno v Aralsko jezero.
Na zahodu je pogorje Akademije znanosti (rusko Хребет Академии Наук, Khrebet Akademiy Nauk; tadžiško Qatorkuhi Akademiyai Fanho), gora Garmo, vrh Ismoil Somoni, vrh Korženevska, povirje reke Vandž in reka Jazguljam. Na jugu je Vrh neodvisnosti, na vzhodu pa Gorbunov vrh (6025 m). Na severu je Altin Mazar.

## Odkritje
Ledenik je bil odkrit leta 1878 in je dobil ime po Alekseju Pavloviču Fedčenku, ruskem raziskovalcu (vendar ne odkritelju ledenika). V celoti ga je šele leta 1928 raziskala nemško-sovjetska odprava pod vodstvom Willija Rickmerja Rickmersa. Med letoma 1910 in 1913 se je ledenik razširil in pomaknil naprej za 800 do 1000 metrov, naslednje leto pa je zajezil reko Baljandlik. Med letoma 1928 in 1960 je še naprej upadal in zajezil svoje dotoke, kot so Kosinenko, Ulugbeck, Alert in številne druge.
Leta 2023 je Tadžikistan uradno preimenoval ledenik v ledenik Vanč-Jah kot del programa derusifikacije.